# Diabetes tipo 3
Diabetes tipo 3 é um termo proposto para descrever a associação interligada entre diabetes e doença de Alzheimer. Este termo é usado para investigar potenciais desencadeantes da doença de Alzheimer em pessoas com diabetes.
A progressão proposta do diabetes para a doença de Alzheimer não é completamente compreendida; no entanto, existem várias hipóteses que descrevem potenciais ligações entre as duas doenças. O mecanismo interno da resistência à insulina e outros fatores de risco metabólicos, como hiperglicemia, causada por estresse oxidativo e peroxidação dos lípidos, são processos comuns que se acredita serem contribuintes para o desenvolvimento da doença de Alzheimer em diabéticos.
O diagnóstico para esta doença é diferente entre pacientes com diabetes tipo 1 e tipo 2. O diabetes tipo 1 geralmente é descoberto em crianças e adolescentes, enquanto os pacientes diabéticos tipo 2 são frequentemente diagnosticados mais tarde na vida. Embora o diabetes tipo 3 não seja um diagnóstico em si, um diagnóstico de suspeita de doença de Alzheimer pode ser estabelecido por meio de sinais observacionais e, às vezes, com técnicas de neuroimagem, como ressonância magnética para observar anormalidades no tecido cerebral do paciente diabético.
As técnicas utilizadas para prevenir a doença em pacientes com diabetes são semelhantes aos indivíduos que não apresentam sinais da doença. Os quatro pilares da prevenção da doença de Alzheimer são atualmente usados como um guia para indivíduos com risco de desenvolver a doença de Alzheimer.
Pesquisas sobre a eficácia da administração do GLP-1 e da melatonina para controlar a progressão da doença de Alzheimer em pacientes diabéticos estão sendo conduzidas para diminuir a taxa de progressão da doença de Alzheimer.
Rotular a doença de Alzheimer como diabetes tipo 3 é geralmente controverso, e essa definição não é um diagnóstico médico conhecido. Embora a resistência à insulina seja um fator de risco para o desenvolvimento da doença de Alzheimer e algumas outras demências, as causas da doença de Alzheimer provavelmente são muito mais complexas do que explicadas por fatores de insulina por conta própria e, de fato, vários pacientes com doença de Alzheimer têm metabolismo normal da insulina .